# Magnojević Srednji
Magnojević Srednji (cyr. Магнојевић Средњи) – wieś w Bośni i Hercegowinie, w Republice Serbskiej, w mieście Bijeljina. W 2013 roku liczyła 318 mieszkańców.